# Кротон (митологија)
Кротон (грч. Κρότων) је личност из грчке митологије.

## Етимологија
Његово име значи „псећи крпељ“.

## Митологија
Према Диодору и Овидијевим „Метармофозама“, Кротон је био оснивач античког истоименог града. Херакле му је рекао да ће основати тај град, а касније га је случајно убио. Према неким изворима, када се Херакле враћао од Гериона, Кротон га је љубазно угостио. Он му је тада рекао да ће се у време његовог унука Мискела, Алемоновог сина, настати велики град који ће носити назив по њему. То се и десило, а Мискел је име граду дао у част свом деди. Роберт Гревс је писао да је Херакле најпре случајно убио Кротона, потом га сахранио уз највеће почасти и прорекао да ће на том месту настати велики град.

## Биологија
Латинско име ове личности (Croton) је назив за род биљака.